# ناتالي إدغار
ناتالي إدغار (بالإنجليزية: Natalie Edgar)‏ هي رسامة أمريكية، ولدت في 1932.